# Hyundai Motorsport
Hyundai Motorsport ist die Motorsportabteilung des Automobilkonzerns Hyundai Motor Company mit Sitz in Alzenau (Deutschland). Michel Nandan ist seit dem Wiedereinstieg 2014 in die Rallye-Weltmeisterschaft Motorsport-Direktor von Hyundai Motorsport.

## Geschichte in der Rallye-Weltmeisterschaft

### 2000 bis 2003
Im Jahr 2000 versuchte Hyundai in der Rallye-Weltmeisterschaft Fuß zu fassen. Das Team war erstmals bei der Rallye Schweden 2000 im Einsatz. Trotz stetiger Weiterentwicklung gelang es Hyundai nie den Anschluss an die etablierten Teams zu finden, Weltmeisterschafts-Punkte wurden nur wenige herausgefahren. Ein vierter Rang bei der Rallye Großbritannien 2001 war das beste Ergebnis. Während der laufenden Saison 2003 zog sich Hyundai aus der Rallye-WM zurück und stellte den Hyundai Accent WRC ins Museum.

### 2014

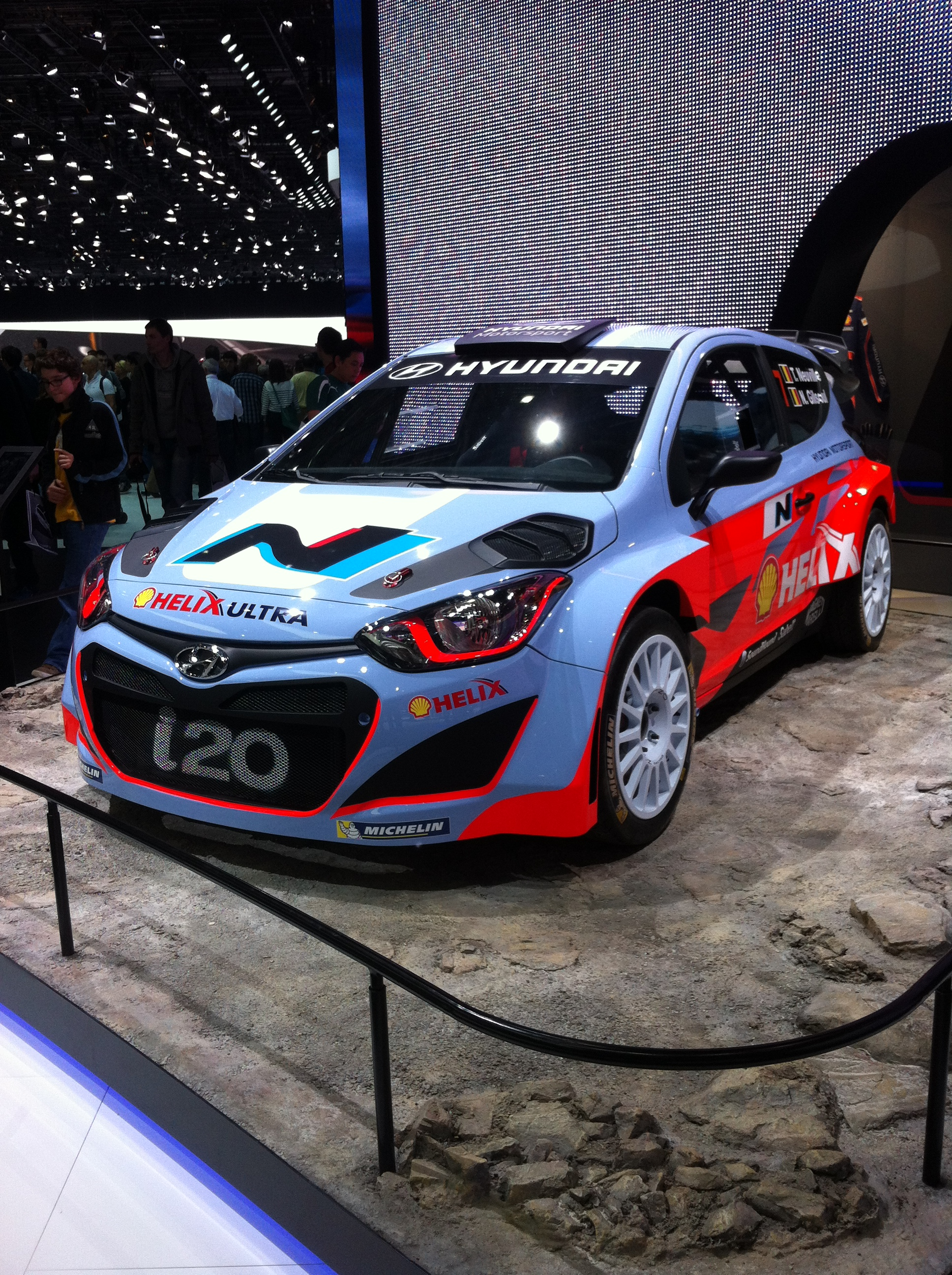
Der Hyundai i20 WRC beim Genfer Auto-Salon 2014

Im Jahr 2013 wurde von Hyundai Motorsport der Wiedereinstieg in die Rallye-Weltmeisterschaft für die Saison 2014 beschlossen. Mit dem Modell Hyundai i20 WRC entwickelte man ein Fahrzeug das auf der Stufe des Volkswagen Polo R WRC oder des Citroën DS3 WRC lag. Trotz der verhältnismäßig kurzen Vorbereitungszeit kam Thierry Neuville bei der Rallye Mexiko auf das Podest als Dritter. Bei der Rallye Deutschland folgte der erste Sieg von Neuville vor Teamkollege Dani Sordo.

## Einzelergebnisse WRC
| Jahr | Team                        | Auto               | Nr | Fahrer           | 1       | 2       | 3       | 4       | 5       | 6       | 7       | 8       | 9       | 10      | 11      | 12      | 13      | 14      | Rang | Punkte | Rang | Punkte |
| ---- | --------------------------- | ------------------ | -- | ---------------- | ------- | ------- | ------- | ------- | ------- | ------- | ------- | ------- | ------- | ------- | ------- | ------- | ------- | ------- | ---- | ------ | ---- | ------ |
| 2000 | Hyundai World Rally Team    | Hyundai Accent WRC | 14 | Kenneth Eriksson | MON     | SWE 13  | KEN     | POR DNF | ESP 23  | ARG 8   | GRE DNF | NZL 5   | FIN 15  | CYP     | FRA DNF | ITA 45  | AUS 4   | GBR DNF | 11   | 5      | 7    | 8      |
| 2000 | Hyundai World Rally Team    | Hyundai Accent WRC | 15 | Alister McRae    | MON     | SWE 14  | KEN     | POR DNF | ESP DNF | ARG 7   | GRE DNF | NZL DNF | FIN 9   | CYP     | FRA 12  | ITA 16  | AUS DNF | GBR 11  | –    | 0      | 7    | 8      |
| 2000 | Hyundai World Rally Team    | Hyundai Accent WRC | 15 | Michael Guest    |         |         |         |         |         |         |         |         |         |         |         |         | AUS DNF | GBR     | –    | 0      | 7    | 8      |
| 2000 | Hyundai Winfield Rally Team | Hyundai Accent WRC | 15 | Michael Guest    | MON     | SWE     | KEN     | POR     | ESP     | ARG     | GRE     | NZL     | FIN 30  | CYP     | FRA     | ITA DNF |         |         | –    | 0      | –    | 0      |
| 2001 | Hyundai World Rally Team    | Hyundai Accent WRC | 9  | Piero Liatti     | MON DNF |         |         | ESP DNF |         |         |         |         |         |         | ITA DNF | FRA 8   |         |         | –    | 0      | 5    | 17     |
| 2001 | Hyundai World Rally Team    | Hyundai Accent WRC | 9  | Kenneth Eriksson |         | SWE 8   | POR 7   |         | ARG DNF | CYP DNF | GRE DNF | KEN     | FIN 12  | NZL 10  |         |         | AUS 12  | GBR 6   | 21   | 1      | 5    | 17     |
| 2001 | Hyundai World Rally Team    | Hyundai Accent WRC | 10 | Alister McRae    | MON 7   | SWE DNF | POR 6   | ESP 11  | ARG 9   | CYP 7   | GRE 15  | KEN     | FIN 13  | NZL 9   | ITA DNF | FRA 9   | AUS 10  | GBR 4   | 17   | 4      | 5    | 17     |
| 2001 | Hyundai World Rally Team    | Hyundai Accent WRC | 20 | Piero Liatti     |         | SWE     | POR     |         | ARG     | CYP DNF | GRE     | KEN     |         |         |         |         |         | GBR DNF | –    | 0      | 5    | 17     |
| 2001 | Hyundai World Rally Team    | Hyundai Accent WRC | 20 | Juha Kankkunen   | MON     |         |         | ESP     |         |         |         |         | FIN DNF | NZL     | ITA     | FRA     | AUS     |         | –    | 0      | 5    | 17     |
| 2002 | Hyundai World Rallye Team   | Hyundai Accent WRC | 17 | Armin Schwarz    | MON DNF | SWE DNF | FRA 13  | ESP 16  | CYP 7   | ARG DNF | GRE 9   | KEN DNF | FIN 13  | GER DNF | ITA DNF | NZL 10  | AUS DNF | GBR DNF | –    | 0      | 4    | 10     |
| 2002 | Hyundai World Rallye Team   | Hyundai Accent WRC | 18 | Freddy Loix      | MON DNF | SWE DNF | FRA 9   | ESP 10  | CYP DNF | ARG DNF | GRE DNF | KEN DNF | FIN 9   | GER DNF | ITA 28  | NZL 6   | AUS DNF | GBR 8   | 17   | 1      | 4    | 10     |
| 2002 | Hyundai World Rallye Team   | Hyundai Accent WRC | 19 | Juha Kankkunen   | MON     | SWE 8   |         | ESP     | CYP DNF | ARG 7   | GRE DNF | KEN 8   | FIN DNF | GER     | ITA     | NZL 5   | AUS DNF | GBR 9   | 14   | 2      | 4    | 10     |
| 2002 | Hyundai World Rallye Team   | Hyundai Accent WRC | 19 | Tomasz Kuchar    |         |         | FRA DNF |         |         |         |         |         |         |         |         |         |         |         | –    | 0      | 4    | 10     |
| 2002 | Hyundai World Rallye Team   | Hyundai Accent WRC | 27 | Tomasz Kuchar    | MON     | SWE     |         | ESP     | CYP 14  | ARG     | GRE     | KEN     | FIN     | GER     | ITA     | NZL     | AUS     | GBR     | –    | 0      | 4    | 10     |
| 2003 | Hyundai World Rally Team    | Hyundai Accent WRC | 10 | Armin Schwarz    | MON 8   | SWE 13  | TUR DNF | NZL DNF | ARG DNF | GRE DNF | CYP 7   | GER 12  | FIN 12  | AUS 13  | ITA     | FRA     | ESP     | GBR     | 15   | 3      | 6    | 12     |
| 2003 | Hyundai World Rally Team    | Hyundai Accent WRC | 11 | Freddy Loix      | MON DNF | SWE 10  | TUR 10  | NZL DNF | ARG DNF | GRE DNF | CYP DNF | GER 11  | FIN 10  | AUS 8   | ITA     | FRA     | ESP     | GBR     | 13   | 4      | 6    | 12     |
| 2003 | Hyundai World Rally Team    | Hyundai Accent WRC | 11 | Jussi Välimäki   | MON     | SWE DNF | TUR     | NZL DNF | ARG     | GRE DNF |         |         | FIN DNF | AUS     | ITA     | FRA     | ESP     | GBR     | –    | 0      | 6    | 12     |
| 2003 | Hyundai World Rally Team    | Hyundai Accent WRC | 11 | Justin Dale      |         |         |         |         |         |         | CYP DNF |         |         |         |         |         |         |         | –    | 0      | 6    | 12     |
| 2003 | Hyundai World Rally Team    | Hyundai Accent WRC | 11 | Manfred Stohl    |         |         |         |         |         |         |         | GER 18  |         |         |         |         |         |         | 19   | 2      | 6    | 12     |
| 2003 | Hyundai World Rally Team    | Hyundai Accent WRC | 25 | Justin Dale      | MON     | SWE     | TUR     | NZL     | ARG     | GRE     |         | GER 28  | FIN     | AUS     | ITA     | FRA     | ESP     | GBR     | –    | 0      | 6    | 12     |
| 2014 | Hyundai World Rally Team    | Hyundai i20 WRC    | 7  | Thierry Neuville | MON DNF | SWE 28  | MEX 3   | POR 7   | ARG 5   | ITA 16  | POL 3   | FIN DNF | GER 1   | AUS 7   | FRA 8   | ESP 6   | GBR 4   |         | 6    | 105    | 4    | 187    |
| 2014 | Hyundai World Rally Team    | Hyundai i20 WRC    | 8  | Daniel Sordo     | MON DNF |         |         |         | ARG DNF |         |         |         | GER 2   |         | FRA 4   | ESP     | GBR     |         | 10   | 30     | 4    | 187    |
| 2014 | Hyundai World Rally Team    | Hyundai i20 WRC    | 8  | Juho Hänninen    |         | SWE 19  |         | POR 8   |         | ITA DNF | POL 6   | FIN 6   |         |         |         | ESP     | GBR 26  |         | 13   | 20     | 4    | 187    |
| 2014 | Hyundai World Rally Team    | Hyundai i20 WRC    | 8  | Chris Atkinson   |         |         | MEX 7   |         |         |         |         |         |         | AUS 10  |         | ESP     | GBR     |         | 18   | 7      | 4    | 187    |
| 2014 | Hyundai Motorsport N        | Hyundai i20 WRC    | 20 | Daniel Sordo     |         |         |         | POR DNF |         |         |         |         |         |         |         | ESP     | GBR     |         | –    | 0      | 7    | 28     |
| 2014 | Hyundai Motorsport N        | Hyundai i20 WRC    | 20 | Hayden Paddon    |         |         |         |         |         | ITA 12  | POL 8   | FIN 8   |         | AUS 8   |         | ESP 9   | GBR 10  |         | 14   | 19     | 7    | 28     |
| 2014 | Hyundai Motorsport N        | Hyundai i20 WRC    | 20 | Bryan Bouffier   |         |         |         |         |         |         |         |         | GER DNF |         | FRA 9   | ESP     | GBR     |         | 2    | 12     | 7    | 28     |

Bryan Bouffier fuhr die Rallye Monte Carlo nicht für Hyundai, er belegte dort den zweiten Rang und sicherte sich 18 WM-Punkte. Er belegte somit den 12. Rang in der Fahrer-WM 2014.

## Hyundai Motorsport in anderen Motorsport-Wettbewerben
Neben dem Engagement in der Rallye-Weltmeisterschaft entwickelt Hyundai Motorsport Rallye- und Tourenwagen für den Kundensport. 
Der erste Tourenwagen auf Basis des i30 N wurde mit der Tourenwagengröße Gabriele Tarquini entwickelt. Das TCR-Fahrzeug hat einen 250 kW (340 PS) starken Motor mit maximalem Drehmoment von 410 Nm sowie 380 mm große, innenbelüftete Bremsscheiben mit 6-Kolben-Bremssattel von Brembo vorn; der Preis beträgt etwa 152.000 Euro.
2019 gewann Max Hesse mit dem Team Engstler in der TCR Germany die Fahrer- und die Teamwertung.

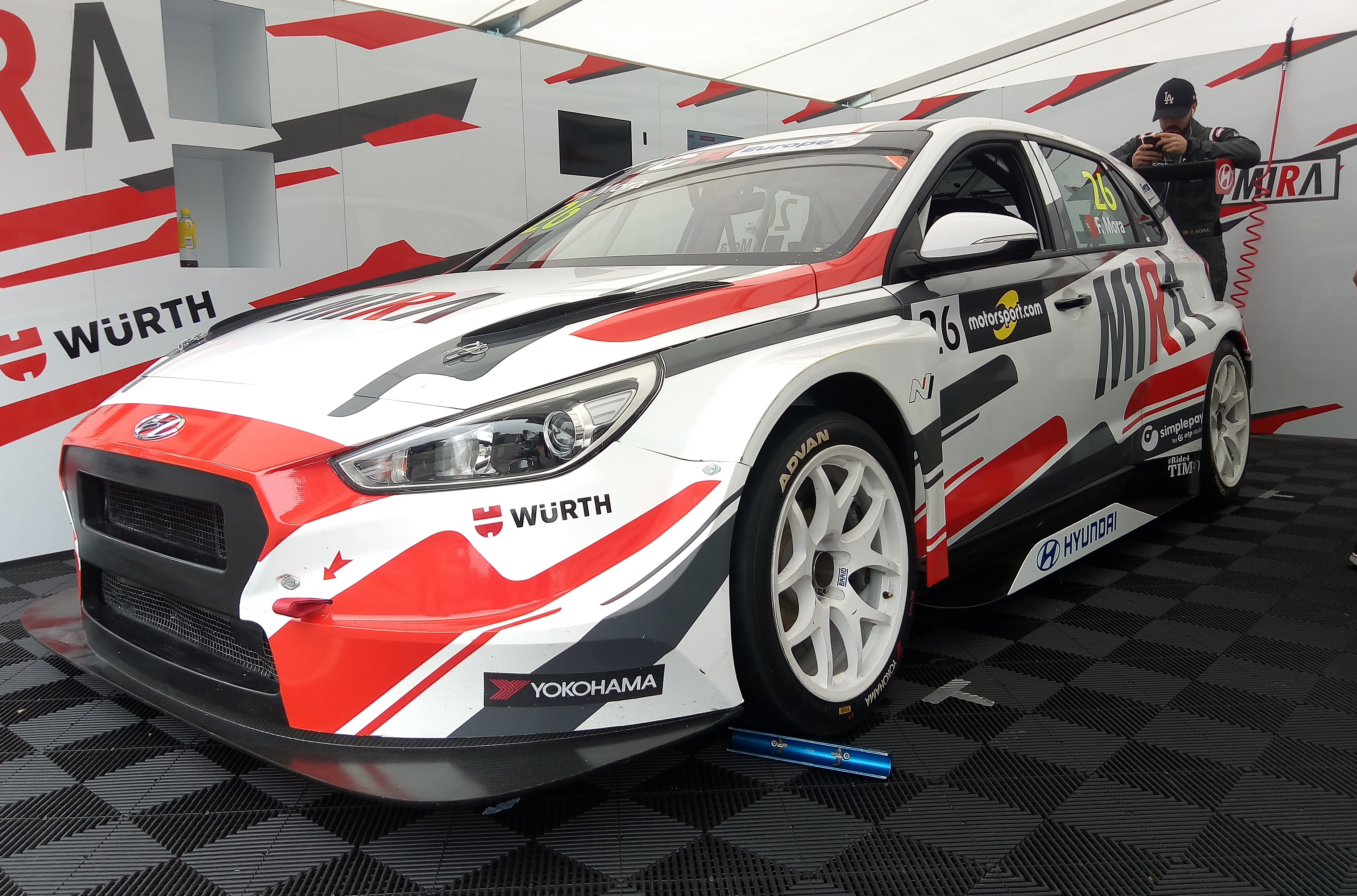
i30 N TCR (Tourenwagen)
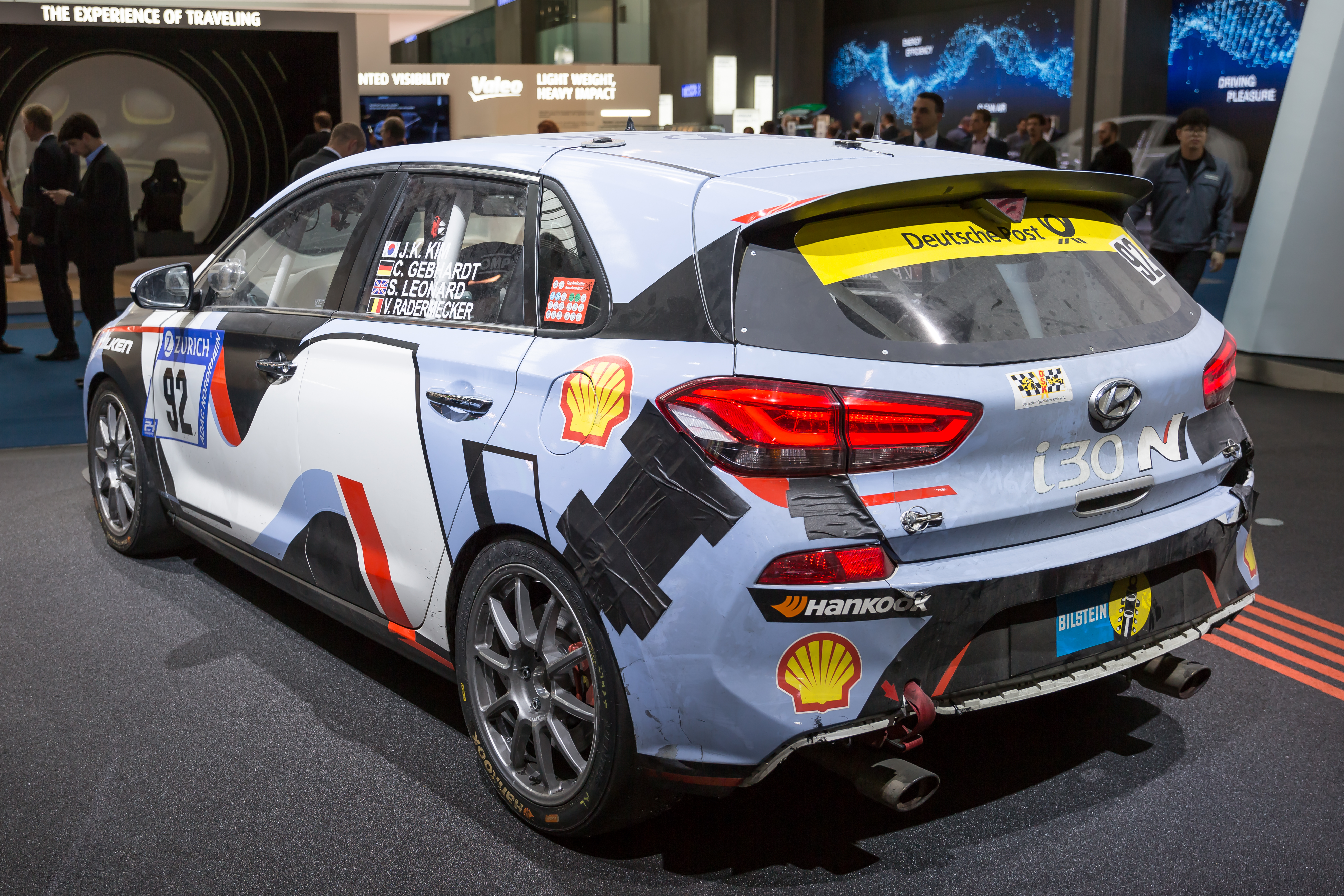
i30 N 24h

2017 nahm Hyundai mit zwei Hyundai i30N am 24-Stunden-Rennen auf dem Nürburgring teil. Auch 2018 und 2019 nahm Hyundai hier wieder teil. In der Qualifikation 2019 hatten die i30 Fastback in der Klasse V2T für seriennahe Fahrzeuge den zweiten Platz erreicht. Trotz einer Karambolage konnte das Team Engstler in dieser Klasse den dritten Platz erreichen.